# Vordingborgs kommun
Vordingborgs kommun (danska: Vordingborg Kommune) är en kommun i Region Sjælland i östra Danmark. Staden Vordingborg (8 947 invånare i tätorten, 2007) är centralort. Kommunens yta är 621 km². Invånarantalet är 46 485 (2007).
2007 slogs Vordingborgs kommun samman med följande kommuner:
- Langebæks kommun
- Møns kommun
- Præstø kommun

Före kommunsammanslagningen hade Vordingborgs kommun 20 226 invånare (2004) och en yta på 176 km². Den tillhörde det dåvarande amtet Storstrøms amt.

## Socknar
| 1. Køngs socken 2. Lundby socken 3. Bårse socken 4. Præstø socken 5. Sværdborgs socken 6. Udby socken 7. Beldringe socken 8. Skibinge socken 9. Jungshoveds socken 10. Allerslevs socken 11. Vordingborgs socken 12. Kastrups socken 13. Ørslevs socken 14. Øster Eges socken 15. Merns socken 16. Stensby socken 17. Kalvehave socken 18. Nyords socken 19. Stege socken 20. Keldby socken 21. Elmelunde 22. Borre socken 23. Magleby socken 24. Bogø socken 25. Fanefjords socken 26. Damsholte socken 27. Svinø socken |